# باستا
باستا با نام واقعی واسیلی میخائیلوویچ واکولنکو (روسی: Василий Михайлович Вакуленко؛ زادهٔ ۲۰ آوریل ۱۹۸۰) موسیقی‌دان، خواننده رپ تهیه‌کننده موسیقی و مجری رادیو اهل اتحاد جماهیر شوروی است.
وی از سال ۱۹۹۷ میلادی تا کنون مشغول فعالیت بوده‌است.